# Metodo Vaganova

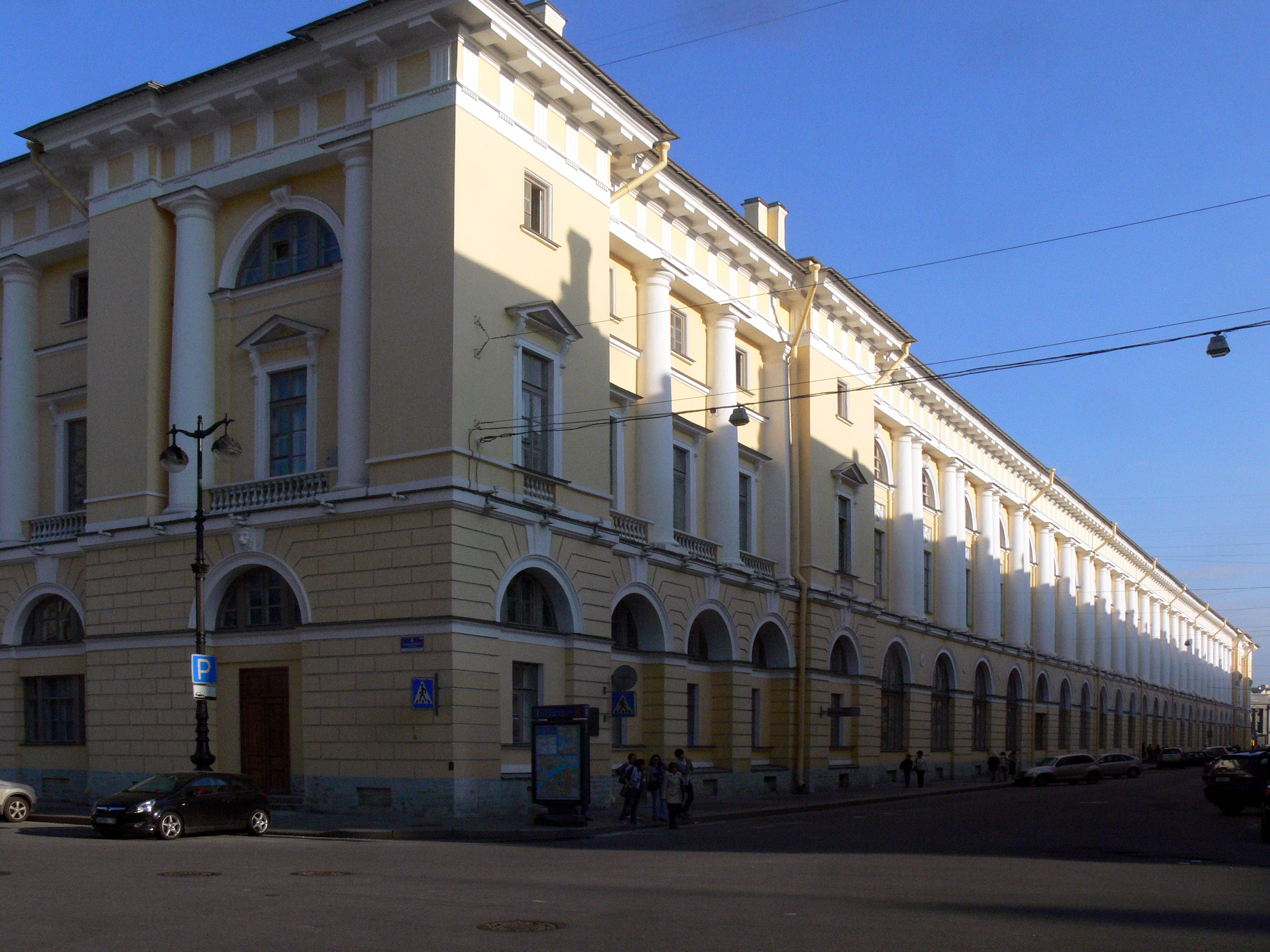
L'Accademia Vaganova a San Pietroburgo

Il sistema Vaganova è una tecnica di insegnamento della danza classica elaborata negli anni dal 1917 agli anni cinquanta a Leningrado in Unione Sovietica da Agrippina Jakovlevna Vaganova, presso l'Accademia del Teatro Kirov, che prese da lei il nome di Accademia Vaganova.

## Elementi tecnici peculiari
Il merito della Vaganova è stato quello di analizzare in modo dettagliato e decomporre nei singoli elementi tecnici tutti i passi della tradizione accademica, elaborando un sistema di esercizi caratterizzato da un crescendo di difficoltà tecnica e di complessità compositiva, graduato in otto anni di studio, organizzato in modo da assicurare uno studio progressivo e privo di rischi per gli allievi. Sul piano fisico, il metodo sviluppa il lavoro armonioso di tutte le parti del corpo durante le pose e i movimenti porgendo l'attenzione ai più piccoli particolari. Dal punto di vista psicologico, lo stile si distingue nell'approccio cosciente del danzatore, nel costante autocontrollo del proprio corpo e nel lavoro accentuato sulla qualità e non sulla quantità dell'esercizio. Il risultato di studio finale consiste nell'avere una tecnica impeccabile, insieme a una notevole espressività.
Il metodo non è conservativo ma in costante sviluppo. Negli ultimi 10 anni il metodo di Vaganova ha subito un rinnovamento notevole che ha portato a conquistare i livelli tecnici dei ballerini classici mai visti prima.

## Diffusione nel mondo
Nei paesi con l'importante tradizione del balletto nel passato (Francia,  Inghilterra, Italia, Danimarca) questo metodo è notevolmente influenzato dai propri stili. È meno dominante negli Stati Uniti, dove regna il metodo di Balanchine, e a Cuba.

## Elementi fondamentali
Le cinque posizioni en dehors dei piedi sono fondamentali per l'esecuzione dei movimenti della danza classica. Queste sono:
1. Nella prima posizione i piedi sono girati in fuori con le punte di lato su una linea retta; i talloni sono uniti (oppure, in alcuni casi, leggermente staccati).
2. Nella seconda posizione i piedi si trovano su una retta, come nella prima posizione, ma a differenza di quest'ultima i talloni sono separati dalla distanza di circa un piede.
3. Nella terza posizione i piedi sono uno davanti all'altro e il tallone di un piede è unito al tallone dell'altro.
4. Nella quarta posizione i piedi formano due linee parallele, uno davanti all'altro, e la distanza tra questi è di circa un piede. La punta di un piede è di fronte al tallone dell'altro piede.
5. Nella quinta posizione i piedi sono come nella quarta posizione ma sono attaccati

Esistono, oltre le posizioni delle gambe, anche le posizioni delle braccia. Queste sono tre (più una posizione preparatoria):
- Posizione preparatoria: Le braccia sono abbassate avanti al corpo e non vengono in contatto con questo. I gomiti, che sono leggermente piegati, formano un ovale, mani e le dita sono arrotondate e rivolte verso l'alto. Le mani distano circa due dita. Il pollice si avvicina al dito medio, senza però toccarlo (come in tutte le posizioni delle braccia della danza classica nel metodo Vaganova). Le spalle sono abbassate.
- Prima posizione: Le braccia sono in una posizione simile a quella preparatoria, ma sono davanti al diaframma, per permettere l'esecuzione di molti movimenti, in particolare dei tours (giri) e degli equilibri. Se le braccia sono più alte o basse è più difficoltosa l'esecuzione dei passi.
- Seconda posizione: Le braccia sono aperte di lato all'altezza delle spalle (o leggermente sotto). Le spalle, i gomiti e le mani sono su una linea e i gomiti sono rivolti indietro. Le mani devono essere visibili con la coda dell'occhio.
- Terza posizione: Le braccia sono come in prima posizione ma sono sopra la testa. Le mani non devono essere perfettamente al di sopra della testa, né tantomeno dietro alla testa.